# Василакис, Адамантиос
Адама́нтиос Васила́кис (греч. Αδαμάντιος Βασιλάκης; род. 13 июня 1942, Хиос, Восточные Спорады — 30 июня 2021  ) — греческий дипломат, постоянный представитель Греции при ООН (2002—2007), глава делегации и представитель Греции на проходящих под руководством ООН переговорах между Грецией и Македонией по спору об именовании последней (с 2007 года).

## Биография
Окончил среднюю коммерческую школу на Хиосе, а также изучал политологию и дипломатию в Брюссельском свободном университете (Бельгия).
В 1972 году поступил на работу в дипломатическую службу министерства иностранных дел Греции в качестве атташе при посольстве.
В 1975 году назначен третьим секретарём посольства Греции в Тиране (Албания).
В 1977 году получил должность начальника отдела СССР и Восточной Европы в первом управлении по политическим вопросам министерства иностранных дел, став членом различных делегаций Греции, посещающих восточноевропейские страны, а также участником совещаний политических экспертов Организации Североатлантического договора (НАТО) и Общего рынка.
В 1985 году назначен генеральным консулом Греции в Сан-Франциско (Калифорния, США), где был повышен до советника 1 класса посольства.
В 1989 году назначен начальником отдела двусторонних отношений с США, Ираном, Турцией и арабскими странами в управлении по вопросам двусторонних экономических отношений министерства иностранных дел.
В 1990 году поступил на службу в управление по делам Европейского сообщества, получив должность заместителя постоянного представителя Греции при ООН.
В 1994 году стал временным поверенным в делах.
В 1998 году стал полномочным министром 1 класса.
В 1999—2000 годах занимал посты генерального директора по европейским делам и директора Центра анализа и планирования при министерстве иностранных дел Греции.
В 2002—2007 годах — постоянный представитель Греции при ООН. Представлял Грецию в Совете Безопасности ООН.
С 2007 года — глава делегации и представитель Греции на проходящих под руководством ООН переговорах между Грецией и Республикой Македония по спору об именовании последней.
В совершенстве владеет английским и французским языками.